# پوینت کوک (ویکتوریا)

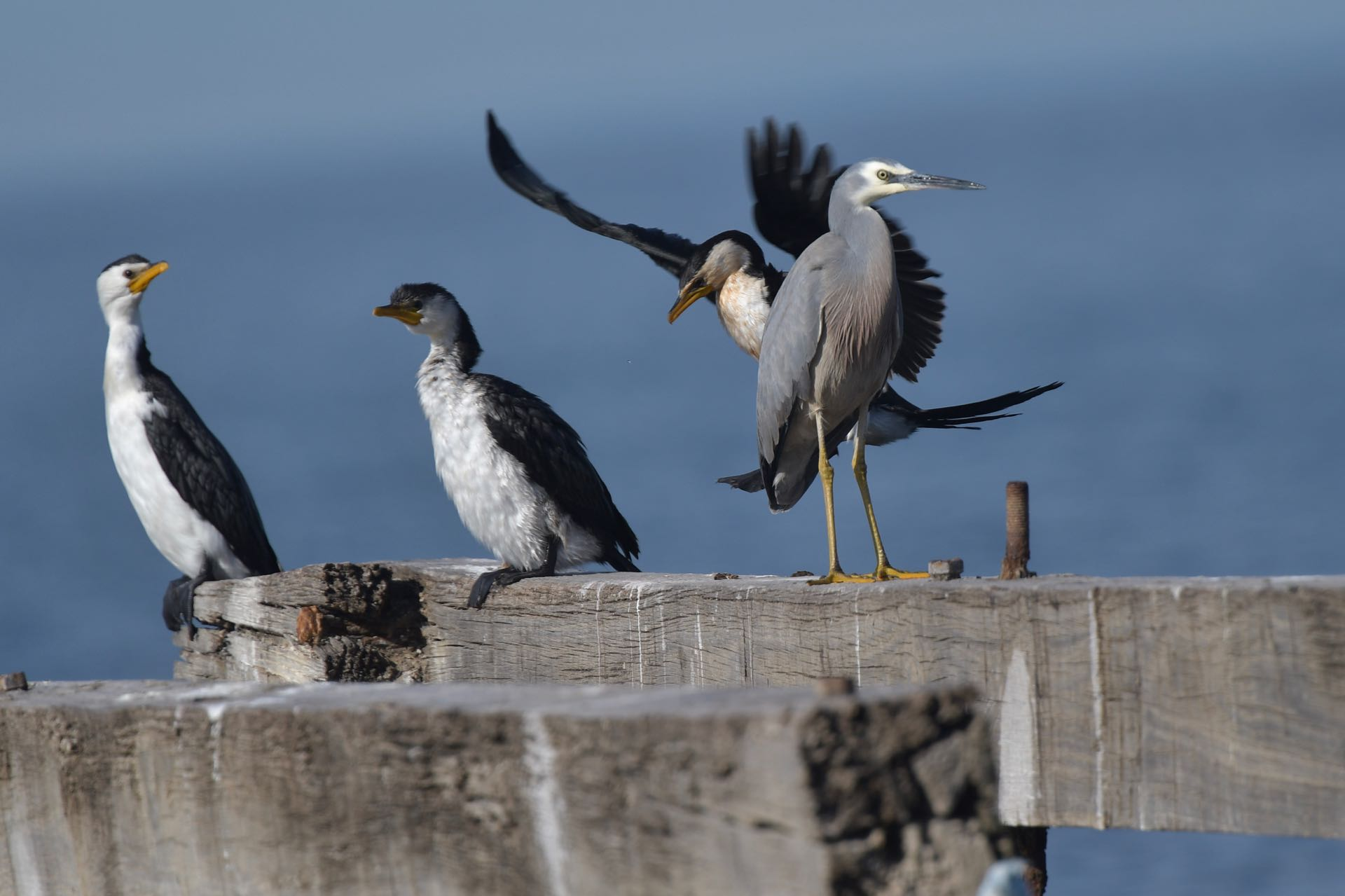
پوینت کوک (ویکتوریا)

پوینت کوک (به انگلیسی: Point Cook) یک حومه شهر در استرالیا است که در ویکتوریا (استرالیا) واقع شده‌است.